# (19965) 1987 RO1
(19965) 1987 RO1 là một tiểu hành tinh nằm ở rìa ngoài của vành đai chính. Nó được phát hiện bởi Henri Debehogne ở Đài thiên văn La Silla ở Chile ngày 14 tháng 9 năm 1987.